# 舒怀
舒怀（？—？），浙江鄞县（今浙江宁波市）人，清朝政治人物。
舒怀为乾隆六十年（1795年）乙卯恩科进士。同年七月署江苏金山县知县，九月去職。